# Aftershave

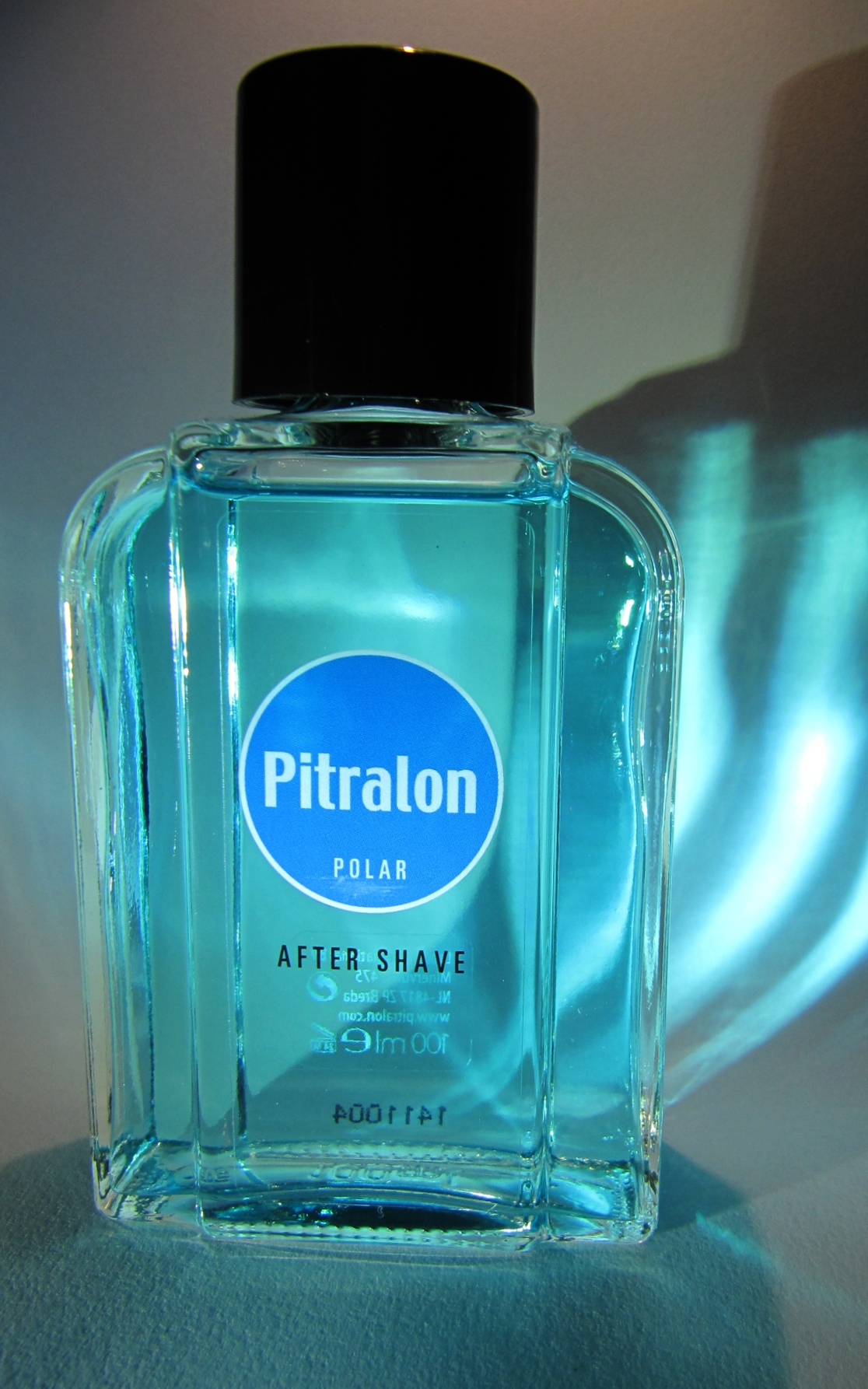
O sticluță de aftershave

Aftershave-ul este o loțiune, gel, balsam sau pudră folosit în general de bărbați imediat după ras. Poate conține agenți antiseptici pe bază de alcool pentru prevenirea infecțiilor și poate acționa ca astringent pentru a reduce iritația pielii.
Soluțiile pe bază de alcool pot cauza senzații de arsură pe o perioadă de până la câteva minute. Din acest motiv s-a dezvoltat o piață diversificată de produse fără alcool. Multe asemenea produse sunt incluse și în categoria produselor pentru bărbierit și în categoria produselor de îngrijire a pielii.
Aftershave-ul se folosește încă de pe vremea Imperiului Roman, iar primele produse comerciale s-au bazat pe hamamelis (Hamamelis virginiana) și rom. 